# سلنیوم دی‌اکسید
سلنیوم دی‌اکسید (به انگلیسی: Selenium dioxide) با فرمول شیمیایی SeO۲ یک ترکیب شیمیایی با شناسه پاب‌کم ۲۴۰۰۷ است. که جرم مولی آن ۱۱۰٫۹۶ g/mol می‌باشد. شکل ظاهری این ماده، پودر صورتی کم رنگ میباشد.